# 브라리스니스

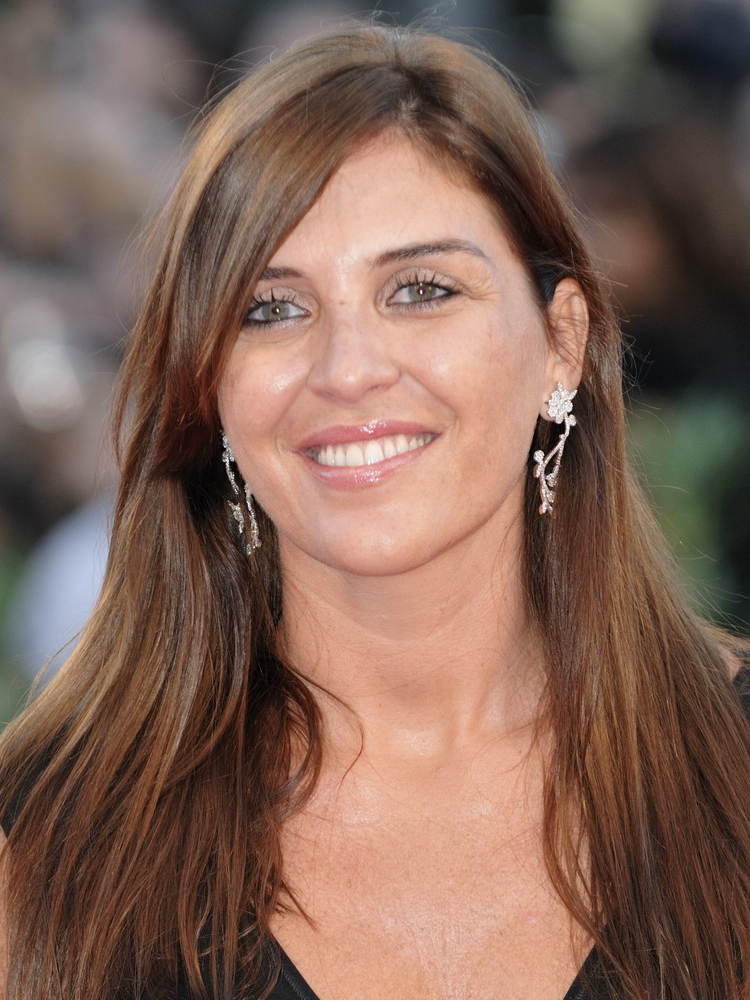
이탈리아 가수 Gisella Marengo.

브라리스니스(bralessness)는 여성이 브래지어를 착용하지 않는 행위를 지칭한다. 대한민국에서는 노브라나 탈브라 등의 용어로 불리기도 한다.

## 건강
일반적으로 소화기와 순환계에 좋다고 알려져 있다. 여성들이 주로 사용하는 브래지어의 금속 와이어를 유방암의 원인으로 지적한 연구가 발표되기도 했다.

## 미용
브래지어가 유방이 처지는 것을 막는다고 알려져 있으나 이는 틀리다. 허나, 처진 가슴을 그렇지 않게 보이게 하는 효과는 당연히 갖는다.

## 논란
브라리스를 취하는 것은 해당 행위의 주체인 여성이 자신의 신체, 의상에 대해 자유권을 행사하는 것이다. 한편, 대한민국에서 이러한 행위가 확산되어감에 따라서 일부 유명인의 브라리스가 기사화되자, 이에 해당 인물에 대한 공격적인 댓글이 달리는 등의 현상이 나타나기도 한다. 하지만 이와 같은 현상이 브라리스라는 현상 자체에 대한 반대를 표명하는 것인지, 해당 유명인에 대한 반감을 표출하는 것인지 명확하게 구분짓기 어렵다.